# Nelsonia (Plantae)
Nelsonia, biljni rod u porodici primogovki smješten u potporodicu Nelsonioideae. Sastoji se od tri vrste, dvije raširene samo po Africi, i jedna po Africi i Aziji.. Za tipičnu vrstu Nelsonia campestris R.Br., sinonim za Nelsonia canescens, otkriveno je, Fongod et al. (2010.) da sadnja ove vrste kao pokrovnog usjeva na plantažama banana smanjuje broj korova za 60 - 100%, tjera puževe i poboljšava prinos usjeva.

## Opis
Rod je opisan u Prodromus Florae Novae Hollandiae 480–481. 1810.
Ležeća biljke, ukorijenjene u čvorovima. Cvat je terminalni klas, s pricvjetnim listovima koji se međusobno preklapaju. Čaška zigomorfna; režnjeva 4, slobodna gotovo do baze; adaksijalni i abaksialni režnjevi veliki, adaksijalni često 2-fidno; bočni režnjevi mali. Vjenčić s 2 usne; režnjeva 5. Plodnih prašnika 2; prašnici 2-tekusni. Ovarij s 8-10 ovula po mjestu. Čahura duguljasta, blago kljunasta. Sjemenke nisu položene na mrežnicu, s higroskopnim glohidijatnim dlačicama po cijeloj površini.

## Vrste
1. Nelsonia canescens (Lam.) Spreng.
2. Nelsonia gracilis Vollesen
3. Nelsonia smithii Oerst.